# Henry Taylor
Henry Taylor (17. března 1885, Hollinwood - 28. února 1951, Oldham) byl britský plavec, trojnásobný olympijský vítěz na 4. letních olympijských hrách 1908 v Londýně, kde ve všech disciplínách zároveň vytvořil světové a olympijské rekordy (400 m a 1500 m volný způsob, štafeta 4 × 200 m volný způsob). Ve štafetě 4 × 200 m získal bronzové medaile i na olympiádách 1912 a 1920. Byl také držitelem světového rekordu na 880 yardů volným způsobem. Méně úspěšně hrál i vodní pólo.
Henry Taylor záhy osiřel a vychovával ho starší bratr William. Velmi brzy začal plavat v Chadderton Baths v Oldhamu a již v sedmi získal na plaveckých závodech stříbrnou medaili. Soutěží se pak účastnil pravidelně. Byl zaměstnán v místní přádelně bavlny a o pracovních přestávkách trénoval plavání v blízkém Hollinwoodském kanálu a po večerech na jezeru v Alexandra Parku. Přihlásil se do plaveckého oddílu Chadderton a byl vybrán do olympijského týmu při mezihrách roku 1906 v Athénách. Zvítězil tam v závodě na 1 míli volný způsob, byl druhý na 400 m v. zp.a bronzový na 4 x 250 m v. zp. za Británii. Tyto výsledky však nejsou započítány do historie oficiálních olympijských her, proto ani nejsou uvedeny v tabulce. Téhož roku vytvořil Taylor svůj první světový rekord (na 880 yardů volný způsob).
Tři vítězství na olympijských hrách 1908 mu přinesly uznání za nejlepšího amatérského plavce Británie. Po dvacet let se pravidelně zúčastňoval vytrvalostního závodu na 13 mil přes Morecambe Bay a osmkrát v něm vyhrál. Život mu přinášel finanční potíže, kvůli nimž musel rozprodat 35 svých trofejí a přes 300 medailí. V roce 1926 ukončil sportovní kariéru a koupil si hospodu Nudger v Dobcrossu poblíž Oldhamu, tento podnik zkrachoval, a tak nakonec obsluhoval zákazníky Chaddertonských lázní, kde začínal svoji kariéru. Zemřel 28. února 1951 ve svých 65 letech. Jeho trofeje byly později shromážděny a mnoho let vystaveny v Chaddertonských lázních.

## Henry Taylor na olympijských hrách

### 4. olympijské hry Londýn 1908

#### 400 m volný způsob
Na start nastoupilo 25 závodníků z 10 zemí. Z devíti rozplaveb postoupili vítězové a další závodník s nejlepším časem do semifinále. Ze dvou semifinálových závodů po pěti plavcích postupovali první dva vždy do finále. Henry Taylor nastoupil do šesté rozplavby a vyhrál ji časem 5:42,2 min před Australanem F. Springfieldem, zatímco Ital Baiardo vůbec nedoplaval. V semifinále podlehl Rakušanovi Otto Scheffovi, když byl rychlejší než v rozplavbě (5:41,0 min), zato ve finále vytvořil světový a olympijský rekord 5:36,8 min a vyhrál před Australanem Frankem Beaurepairem a Rakušanem Scheffem.

#### 1500 m volný způsob
Nejcennějšího vítězství dosáhl Henry Taylor v plaveckém maratónu na 1500 m. Celkem startovalo 19 plavců z osmi zemí. Ze sedmi rozplaveb postupovali vítězové a další závodník s nejlepším časem do semifinále. Ze dvou čtyřčlenných semifinálových závodů postupovali do finále první dva plavci. Taylor měl už v rozplavbě nejlepší čas 23:24,4 min a postupoval i druhý Otto Scheff z Rakouska, zatímco Wretman ze Švédska vypadl a Nizozemec Meijer ani nedoplaval. V semifinále za Taylorem (čas 22:54,0 min) byl Australan Frank Beaurepaire, Britové Foster a Moist byli vyřazeni.Ve finále Henry Taylor vytvořil světový a olympijský rekord 22:48,4 min, ale pokračoval dalších 120 yardů, aby doplnil trať na míli (čas na 1 míli měl 24:33,0 min). Za Taylorem skončil druhý Brit Sydney Battersby, třetí byl Australan Beaurepaire.

#### 4 × 200 m volný způsob
Ke štafetě na 4 x 200 volný způsob nastoupila Velká Británie ve složení John Henry Derbyshire, Paul Radmilovic, William Foster a Henry Taylor jako finišman. Šest štafet se postavilo do tří semifinálových plaveb, do finále postoupili vítězové a další tým s nejlepším časem. Zatímco 2. semifinále mělo tři týmy (Velká Británie porazila USA a Švédsko), ve 3. semifinále Maďarsko nemělo soupeře, a tak ani neplavalo! Britové vytvořili ve finále světový a olympijský rekord časem 10:55,6 min, druhé bylo Maďarsko, třetí Američané.

### 5. olympijské hry Stockholm 1912

#### 400 m volný způsob
Startovalo 26 závodníků ze 13 zemí. Ve čtvrtfinálových bojích bylo šest rozplaveb, z každé postupovali dva nejlepší a k nim se jako třináctý semifinalista přidal další nejlepší časem. Henry Taylor postoupil do semifinále z druhého místa za Maďarem Bélou Las-Torresem časem 5:48,4 min. Ve svém semifinále obsadil páté místo (5:48,2 min) a celkově byl klasifikován jako desátý. Závod vyhrál George Hodgson (Kanada) před Britem Johnem Hatfieldem a H. Hardwickem z Australoasie.

#### 1500 m volný způsob
Na start se postavilo 19 závodníků z 11 zemí. Z pěti čtvrtfinálových rozplaveb postupovali po dvou nejlepších, jedenáctým semifinalistou na čas byl Henry Taylor, který skončil třetí v rozplavbě za Švédem Anderssonem a Australanem Malcolmem Championem. Do semifinálového závodu nenastoupil a celkově na základě času z rozplavby mu v historii patří 9. místo. Závod skončil na prvních místech stejně jako soutěž na 400 m (1. Hodgson, 2. Hatfield, 3. Hardwick).

#### 4 × 200 m volný způsob
Startovalo celkem 5 štafet. Plavala se sice i semifinále, ale všechna mužstva postoupila vlastně automaticky do finále. Velká Británie doplavala ve složení William Foster, Sydney Battersby, John Gatenby Hatfield a Henry Taylor pro třetí místo za Australoasií a USA.

### 7. olympijské hry Antverpy 1920[2]

#### 400 m volný způsob
Závodilo 20 plavců z 11 zemí, Henry Taylor byl vyřazen v semifinále a svým časem je celkově hodnocen na 7. místě.

#### 1500 m volný způsob
Závodilo 24 plavců z 13 zemí, Henry Taylor byl dávno za zenitem své výkonnosti a skončil v rozplavbě celkově 21. časem.

#### 4 × 200 m volný způsob
Závodilo 7 štafet, Velká Británie obsadila třetí místo ve složení Leslie Savage, E. Percy Peter, Henry Taylor a Harold Annison za USA a Austrálií.